# Basado en hechos reales
Basado en hechos reales es el tercer álbum de estudio como solista del músico español David Summers, publicado en 2001 por Warner Music.

## Lista de canciones
| Basado en hechos reales (2001) |                         |          |  |
| N.º                            | Título                  | Duración |  |
| 1.                             | «Diciembre»             | 3:52     |  |
| 2.                             | «Échame un cable»       | 4:08     |  |
| 3.                             | «Tu mejor amigo»        | 3:33     |  |
| 4.                             | «Cuando lloras tú»      | 4:26     |  |
| 5.                             | «Volar a las estrellas» | 3:07     |  |
| 6.                             | «No puedes detenerme»   | 3:57     |  |
| 7.                             | «Creo en ti»            | 4:13     |  |
| 8.                             | «Dentro de mí»          | 3:40     |  |
| 9.                             | «Tú me entiendes»       | 3:48     |  |
| 10.                            | «Atrás en el tiempo»    | 3:59     |  |
| 11.                            | «Miedo»                 | 3:17     |  |
| 12.                            | «El mundo a tus pies»   | 3:48     |  |